# Pico Agua Blanca
El Pico Agua Blanca es un prominente pico de montaña ubicado en el Páramo de Agua Blanca de la Sierra La Culata en el Estado Mérida. A una altitud de 4.475 m s. n. m. el Agua Blanca es una de las montañas más altas en Venezuela. La cumbre tiene una peculiar forma en pirámide y consta de dos picos, el sur es el más elevado y su gemelo está a aproximadamente 4.620 m s. n. m. El ascenso se consigue con relative facilidad a partir de una región conocida como "valle muerto" comenzando por el puesto del guardaparques de El Jarrillo.

## Ascenso
El Agua Blanca es el punto más elevado del Páramo de Agua Blanca, ubicado al oeste del más elevado Pico Pan de Azúcar. Más al norte colinda con el Cerro El Morrón. El ascenso se consigue por el páramo la Culata, subiendo por el puesto del guarda-parques conocido como “El Jarillo” en dirección al Pico Pan de Azúcar. En el punto valle Muerto se consigue una improvisada construcción llamado primer refugio. En este punto se observa en la distancia la cresta hacia el pico El Morrón hacia el cual no hay camino marcado. Por ello se usan las aristas del Pico como referencia. Antes de llegar a su cara sur, se avanza entre las colinas tupidas de frailejones, de inclinación leve a moderada.